# Boboli-tuinen
De Boboli-tuinen (Giardino di Boboli, klemtoon op eerste lettergreep Bo) liggen achter Palazzo Pitti in Florence in Italië.
Ze werden in de 16e eeuw aangelegd voor Eleonora van Toledo, de echtgenote van Cosimo I de' Medici. Het ontwerp is van Niccolo Percoli (bijgenaamd Tribolo), die in 1550 overleed. Bartolomeo Ammanati werkte het ontwerp verder af en vanaf 1583 leverde Buontalenti een belangrijke bijdrage.
Boboli is de koningin van alle Toscaanse tuinen, de meest uitgewerkte en theatrale, een soort maniëristische coproductie van Natuur en Kunst. De formele delen bestaan uit in patronen gesnoeide buxushagen die naar bosjes van eiken en cipressen leiden. Het park wordt 'bewaakt' door een peloton standbeelden. Vele ervan stammen uit de Romeinse periode, andere zijn dan weer absurde maniëristische werken zoals de hofnar van Cosimo I (Nano Morgante) die als Bacchus, zittend op een schildpad, door Valerio Cioli werd vereeuwigd.
Het park werd verschillende malen uitgebreid om ten slotte in de 17e eeuw de huidige omvang te bereiken.
De tuin heeft diverse kunstwerken zoals de:
- Grotta Grande  door Buontalenti. Het is een van de meest verbeeldingrijke werken van deze architect. Het is, met zijn stalactietachtige stenen waaruit allerlei grillige dieren proberen te ontsnappen, als het ware een vroege voorloper van Gaudí. Kopieën van Michelangelo's nonfiniti-slaven staan in de hoeken. Ze vervangen de oorspronkelijke beelden die hier door de Medici's werden geplaatst. In de schaduwrijke diepten van de grot staat de voluptueuze Badende Venus van Giambologna. Blijkbaar behoort de grot niet tot de favoriete plekjes van de Florentijnen want ze is vaak gesloten.
- Het Amfitheater werd als een klein Romeins circus ontworpen en was bedoeld om de theatervoorstellingen van de Medici's mogelijk te maken.
- De obelisk, deze van Ramses II uit Heliopolis, werd destijds door de Romeinen naar Rome gebracht.
- Het granieten bekken, groot genoeg om er een olifant in onder te dompelen, is afkomstig van de Romeinse Thermen van Caracalla.
- De Neptunusfontein is het werk van Stoldo Lorenzi.
- Een koffiehuis (gebouwd in 1776 door Zanobi del Rosso). Het is een bootachtig rococo-paviljoen. Vanaf het dek heeft men uitzicht op de stad.
- Het Belvedere Fort, in de vorm van een zespuntige ster, werd in 1590 gebouwd, voornamelijk om de Florentijnen er aan te herinneren wie er de baas was.
- Het Giardino del Cavaliere dat wat afgelegen ligt. Cosimo III liet het bouwen om aan de hitte van het Palazzo Pitti te ontsnappen.
- Een brede cipressenlaan uit 1637 leidt naar L'Isolotto, het eilandje. Beelden van dansende boeren staan er rond de met een gracht omgeven tuin.
- Vijvers, zoals de fraaie Neptunusvijver uit de 16de eeuw.

Het onderhouden van de grote tuinen is dagwerk voor een vaste staf van drie tot zeven mensen. Dit is mede de reden dat er entree gevraagd wordt om de tuin te bezoeken.
Dichtbij is het Museo delle Porcellane (Porseleinmuseum).